# قاچاق جنسی سایبری
قاچاق جنسی سایبری، سوء استفاده جنسی از طریق پخش زنده اینترنتی، وب گردی/مشاهده سوءاستفاده جنسی از طریق وب‌کم یا بهره‌کشی جنسی تسهیل‌شده توسط فناوری‌های اطلاعات و ارتباطات (ICTs) یک نوع جرم سایبری است که شامل قاچاق جنسی و پخش زنده اعمال جنسی اجباری و/یا تجاوز جنسی در وب‌کم می‌شود.
قاچاق جنسی سایبری از جنایات جنسی متمایز است. قربانیان توسط قاچاقچیان به «آشیانه‌های سکس سایبری» منتقل می‌شوند، که مکان‌هایی با وب کم و دستگاه‌های متصل به اینترنت با نرم‌افزار پخش زنده هستند. در آنجا، قربانیان مجبور به انجام اعمال جنسی بر روی خود یا دیگران در بردگی جنسی می‌شوند یا توسط قاچاقچیان یا به کمک دستیار مهاجمان در ویدیوهای زنده تجاوز جنسی می‌شوند. به قربانیان غالباً دستور داده می‌شود که مشتریان یا خریدارانی را که از راه دور و نزدیک پرداخت می‌کنند، را روی صفحه‌های مشترک به صورت زنده تماشا کنند و دستورهای آنها را دنبال کنند. این اغلب یک شکل سایبری تجاری شده از روسپیگری اجباری است. زنان، کودکان، و افراد فقیر به ویژه در برابر سکس اینترنتی اجباری آسیب‌پذیر هستند. تصاویر ارتباطات با واسطه رایانه که در جریان جنایت تولید می‌شود، نوعی پورنوگرافی تجاوز جنسی یا پورنوگرافی کودکان است که فیلمبرداری و به‌صورت رایانش بی‌درنگ پخش می‌شود و می‌توان آن را ضبط کرد.
هیچ داده‌ای در مورد میزان قاچاق جنسی سایبری در جهان وجود ندارد. فناوری برای تشخیص تمام حوادث پخش زنده جرایم هنوز توسعه نیافته‌است. سالانه میلیون‌ها گزارش از قاچاق جنسی سایبری به مقامات ارسال می‌شود. این یک صنعت غیرقانونی با ارزش میلیاردها دلار است که با عصر اطلاعات به وجود آمد و با جهانی شدن مرتبط است. این صنعت از گسترش جهانی ارتباطات و انتشار جهانی اینترنت و تلفن‌های هوشمند، به ویژه در کشورهای در حال توسعه، افزایش یافته‌است.
همچنین استفاده از نرم‌افزارها، سیستم‌های ارتباطی رمزگذاری‌شده و فناوری‌های شبکه که به‌طور مداوم در حال تکامل هستند، و همچنین رشد و توسعه سامانه‌های بین‌المللی پرداخت تجارت الکترونیک با خدمات انتقال وجه و رمزارز که هویت انتقال دهنده را پنهان می‌کنند، این فرایند را تسهیل کرده‌است.
ماهیت جنایت فراملی و مقیاس جهانی «قاچاق جنسی سایبری» ایجاب می‌کند که ملت‌ها، شرکت‌ها و سازمان‌های جهان واکنشی واحد برای کاهش حوادث جنایت داشته باشند. از قربانیان محافظت، نجات، و بازپروری کنند و عاملان را دستگیر و تحت تعقیب قرار دهند. برخی از دولت‌ها تبلیغات و کمپین‌های رسانه‌ای را آغاز کرده‌اند که بر آگاهی از جرم متمرکز است.
آنها همچنین سمینارهای آموزشی را برگزار کرده‌اند تا به مجریان قانون، دادستان‌ها، و سایر مقامات، و همچنین کارگران سازمان غیردولتی آموزش دهند تا با این نوع جرم مبارزه کنند و خدمات مراقبت‌های پس از تروما را ارائه دهند. در قرن بیست و یکم، قوانین جدیدی برای مبارزه با قاچاق جنسی سایبری نیاز است.

## واژه‌شناسی
سایبر، به عنوان یک فرم ترکیبی، به معنای «مرتبط با شبکه‌های ارتباطی الکترونیکی، به ویژه اینترنت» تعریف می‌شود. قاچاق جنسی، قاچاق انسان به منظور استثمار جنسی، از جمله بردگی جنسی است. قربانیان به «آشیانه‌های سکس سایبری» قاچاق یا انتقال داده می‌شوند، که اتاق‌ها یا مکان‌هایی مجهز به وب‌کم هستند. جرایم سایبری همچنین شامل انتقال یا پخش زنده تصاویر بدن قربانیان و تعرض جنسی در وب بی‌درنگ از طریق رایانه دارای وب کم به رایانه‌های دیگر متصل به اینترنت، است. بنابراین بخشی در دنیای فیزیکی یا واقعی رخ می‌دهد، زیرا تجاوز جنسی واقعی است و بخشی در فضای سایبری است.

## قربانیان
قربانیان، عمدتاً زنانو کودکان، مورد ربوده شدن،تهدید یا فریب قرار می‌گیرند. برخی تحت تأثیر موادمخدر قرار می‌گیرند. آنها اسیر می‌شوند ودر اتاق‌هایی با پنجره‌های پوشیده یا بدون پنجره و مجهز به دوربین ویدئویی نگهداری می‌شوند. آنها آسیب‌های جسمی و روانی را تجربه می‌کنند. تجاوز گروهی در وب‌کم رخ داده‌است. برخی مجبور به زنا با محارم می‌شوند. قربانیان از خوردن غذا محروم شده‌اند، از خواب محروم شده‌اند، و گاهی مجبور شده‌اند در هنگام بیماری نیز به اجرای وظایف بپردازند. آنها در زمان اسارت به بیماری‌هایی از جمله سل مبتلا شده‌اند. تعدادی مورد حمله قرار می‌گیرند یا شکنجه می‌شوند.
قربانیان می‌توانند در هر مکانی که قاچاقچیان جنسی سایبری، کامپیوتر، تبلت یا تلفن با اتصال اینترنت دارند مورد سوء استفاده قرار گیرند. این مکان‌ها، که معمولاً به عنوان «آشیانه‌های سکس سایبری» نامیده می‌شوند، می‌تواند در خانه‌ها، هتل‌ها، ادارات، کافی‌نت‌ها و سایر مشاغل باشد که شناسایی آنها را برای مجریان قانون بسیار دشوار یا غیرممکن می‌کند. تعداد قربانیان قاچاق سکس سایبری مشخص نیست. برخی از قربانیان به‌طور همزمان در فاحشه خانه یا مکان دیگری مجبور به تن‌فروشی می‌شوند.
نجات‌هایی که شامل «بهره‌کشی جنسی تجاری از کودکان» توسط والدین است، اغلب مستلزم جدایی خردسالان از خانواده و ایجاد زندگی جدید برای آنها در یک پناهگاه امن است.
برخی از قربانیان به‌طور فیزیکی جابه‌جا و اسیر نمی‌شوند، بلکه قربانی اخاذی آنلاین هستند. آنها تهدید می‌شوند، با به‌کارگیری وب‌کم اخاذی جنسی می‌شوند، یا مورد آزار و اذیت قرار می‌گیرند تا از خود در حال انجام اعمال جنسی به صورت آنلاین فیلمبرداری کنند.
قربانیان مجبور به نفوذ به خود شده‌اند، چیزی که «تجاوز جنسی از راه دور» نامیده می‌شود. برخی دیگر نیز فریب می‌خورند، از جمله توسط شرکای عاشقانهٔ جعلی که در واقع توزیع کنندگان فیلم‌های تجاوز جنسی یا پورنوگرافی کودکان هستند، تا از خودارضاییِ خود فیلم بگیرند. این ویدیوها به صورت زنده برای خریداران پخش می‌شوند یا برای فروش در آینده ضبط می‌شوند.
کسانی که از طبقه پایین‌تر، تبعیض نژادی، اقلیت یا سایر آسیب‌های اجتماعی هستند در معرض خطر بیشتری برای قربانی شدن قرار دارند. قاچاق سکس سایبری، قاچاق جنسی سایبری یا انتشار بدون رضایت محتوای جنسی شامل زنان و دختران، که اغلب با تهدید همراه است، به عنوان «خشونت جنسی دیجیتال» یا «خشونت مبتنی بر جنسیت آنلاین» نامیده می‌شود.
قربانیان، علی‌رغم اجبار، همچنان در برخی از حوزه‌های قانونی، جرم انگاری شده و مورد پیگرد قرار می‌گیرند.

## عاملان
قاچاقچیان قربانیان را به مکان‌هایی مجهز به وب‌کم و نرم‌افزارهای پخش زنده منتقل می‌کنند. آن‌ها به متجاوزان کمک می‌کنند و سپس مرتکب جنایات جنسی می‌شوند و فیلم‌برداری می‌کنند تا فیلم‌های پورنوگرافی تجاوز جنسی یا پورنوگرافی کودکان به صورت رایانش بی‌درنگ تولید کنند که ممکن است ضبط شده یا نشده باشد. مخاطبان آنلاین یا مصرف‌کنندگان، که اغلب از کشور دیگری هستند، ممکن است دستوراتی به قربانیان یا متجاوزان صادر کنند و هزینه‌ای بابت خدمات پرداخت کنند. متجاوزان مرد و زن، که پشت یک مانع مجازی و اغلب به صورت ناشناس فعالیت می‌کنند، از کشورهای مختلف جهان و از هر طبقه اجتماعی و اقتصادی آمده‌اند. برخی از قاچاقچیان و متجاوزان؛ اعضای خانواده، دوستان و آشنایان قربانیان بوده‌اند. قاچاقچیان ممکن است بخشیِ از یا با کمک سازمان‌های جنایتکار بین‌الملل، باندهایِ محلی یا حلقه‌هایِ جرمیِ کوچک باشند یا فقط یک نفر باشند. آنها به‌طور مخفیانه فعالیت می‌کنند و گاهی ساختارهای هماهنگ شده‌ای ندارند که می‌توانند توسط مقامات ریشه کن شوند. اکثر خریداران یا مصرف‌کنندگان مردان هستند. ماهیت رمزگذاری شده فناوری مدرن باعث می‌شود که پیدا کردن متجاوزان دشوار باشد. برخی از آنها به دنبال رضایت جنسی هستند. قاچاقچیان برای به دست آوردن خریداران، کودکان را در اینترنت تبلیغ می‌کنند. منابع حاصل از قاچاق جنسی سایبری قابل شستشو است.
شکارچیان جنسی از خارج از کشور به دنبال خدمات پخش زنده یا سفارشی هستند که از کودکان بهره‌کشی جنسی می‌کنند. آنها برای جلب اعتماد قاچاقچیان محلی، اغلب والدین یا همسایگان قربانیان را قبل از وقوع آزار جنسی، تهدید می‌کنند.

## پلتفرم‌های اینترنتی

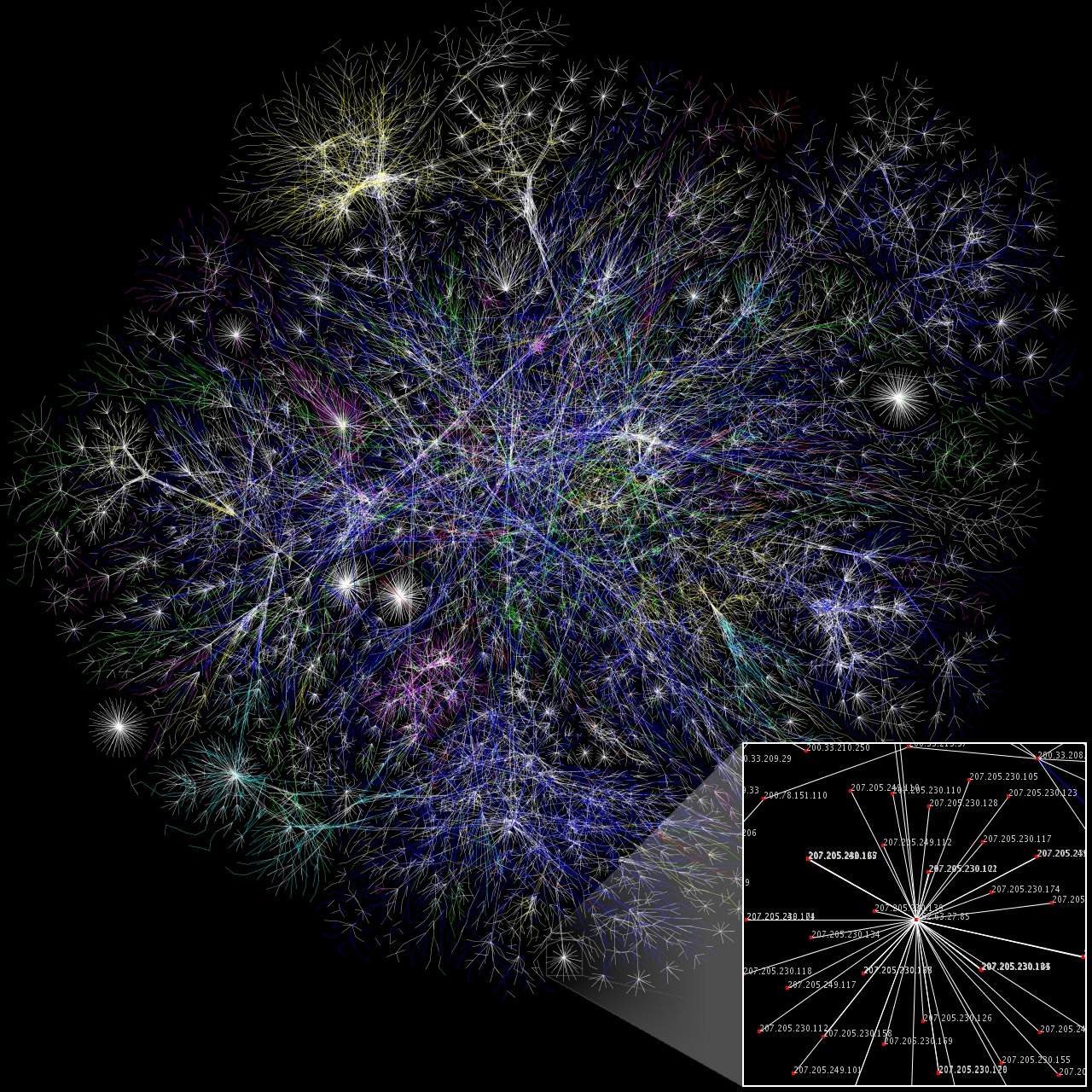
قاچاق جنسی سایبری یک جرایم سایبری است که تا حدی از طریق رایانه و اینترنت انجام می‌شود. قاچاقچیان قربانیان را به «آشیانه‌های سکس سایبری» منتقل می‌کنند و از وب‌کم‌ها برای پخش زنده تعرض جنسی با رایانش بی‌درنگ از طریق رایانه به اینترنت برای خریداران مستقیم از راه دور در سراسر جهان استفاده می‌کنند.

قاچاق جنسی سایبری، جزئی از جرم‌های مبتنی بر اینترنت است. مجرمان از شبکه‌های رسانه‌های اجتماعی، ویدیو کنفرانس، صفحات دوست‌یابی آنلاین، اتاق‌های گفتگوی آنلاین، اپ موبایل، سایت‌ها و دامنه‌های دارک وب و سایر صفحات و دامنه‌ها استفاده می‌کنند. آنها همچنین از تلگرام و سایر برنامه‌های خدمات پیام‌رسانی فوری مبتنی بر خدمات ابری و صوتی مبتنی بر IP و همچنین پلتفرم‌های همتابه‌همتا (P2P)، شبکه خصوصی مجازی (VPN) و پروتکل‌ها و نرم‌افزارهای تور و برنامه‌های دیگر استفاده می‌کنند تا فعالیت‌های خود را به صورت ناشناس انجام دهند.
مصرف‌کنندگان با استفاده از وسترن یونیون، پی پل و سایر سامانه‌های پرداخت تجارت الکترونیک به قاچاقچیان؛ که گاهی اعضای خانواده قربانی هستند، پرداخت کرده‌اند.

### دارک وب
قاچاق جنسی سایبری، معمولاً در برخی از وب‌سایت‌های دارک وب رخ می‌دهد که در آن به کاربران پوشش فنی پیچیده‌ای در برابر شناسایی ارائه می‌شود.

### رسانه‌های اجتماعی
مجرمان از فیس‌بوک و سایر فناوری‌های رسانه‌های اجتماعی استفاده می‌کنند.
آنها از طریق آگهی‌های شغلی جعلی قربانیان را جذب می‌کنند. این کار را با ایجاد آژانس‌های کاریابی جعلی انجام می‌دهند تا قربانیان با مجرم ملاقات کنند. این آگهی‌هایِ کاریابیِ جعلی می‌تواند مواردی مانند شغل‌های مدلینگ باشد. رسانه‌های اجتماعی به متجاوزان کمک می‌کند تا به‌طور همزمان با چندین نفر ارتباط برقرار کنند. آنها به‌طور مداوم درخواست‌های دوستی ارسال می‌کنند تا شانس خود را برای جذب قربانی افزایش دهند. رسانه‌های اجتماعی به متجاوزان این امکان را می‌دهد تا هویت خود را پنهان کنند. در رسانه‌های اجتماعی می‌توانید هرکسی که می‌خواهید باشید؛ بنابراین، مجرمان از حساب‌های جعلی برای جلب توجه قربانیان استفاده می‌کنند بیشتر متجاوزان به عنوان یک شخص جذاب که زندگی شاد و مجللی دارد، عمل می‌کنند. این برای جذب کاربران آسیب‌پذیری است که به آن تجملات علاقه‌مند هستند، استفاده می‌شود. افرادی که به شدت خواهان یک زندگی لوکس هستند، آسان‌ترین هدف هستند. آنها درگیر این تقلب هستند که آنها نیز می‌توانند مانند آن حساب‌های جعلی زندگی کنند. علاوه بر این، افراد جوان تر بیشتر قربانی «قاچاق جنسی سایبری» در رسانه‌های اجتماعی می‌شوند. درواقع آنها آگاهی کمتری دارند و هنوز در حال یادگیری استفاده از رسانه‌های اجتماعی هستند. علاوه بر این، نوجوانان در رسانه‌های اجتماعی آسیب پذیرتر هستند زیرا در حال کاوش هستند. نوجوانان می‌توانند از رسانه‌های اجتماعی برای کشف تمایلات جنسی خود استفاده کنند. این باعث می‌شود که آنها برای متجاوزان قابل دسترس تر شوند. بدون راهنمایی، نوجوانان در معرض خطر افتادن به دام‌ها و ترفندهای استفاده شده برای جذب آنها به «قاچاق جنسی سایبری» هستند. علاوه بر این، احتمال کمتری دارد که تشخیص دهند چه زمانی امنیت آنها در خطر است. مجرمان با قربانیان خود در رسانه‌های اجتماعی رابطه عاشقانه جعلی برقرار می‌کنند تا از آنها سوء استفاده کنند. مجرمان قربانیان را متقاعد می‌کنند که عمل جنسی انجام دهند. آنها می‌توانند این عمل‌های جنسی را از طریق ابزارهایی مانند وب‌کم انجام دهند. در رسانه‌های اجتماعی ارسال عکس یا فیلم رایج تر است. قربانیان عکس‌ها یا ویدیوهای صریح را ارسال می‌کنند زیرا به «دوست» خود در رسانه‌های اجتماعی اعتماد دارند. قربانیان این کار را از روی «عشق» یا ساده لوحی انجام می‌دهند. برخی دیگر به دلیل ترس این عمل‌ها را انجام می‌دهند، زیرا می‌ترسند با اطلاعاتی که قبلاً در زمان دوستی با مجرم به اشتراک گذاشته‌اند، تهدید شوند. با این حال، وقتی یک بار عمل جنسی را انجام می‌دهند، تبدیل به یک چرخه بی پایان می‌شود. درواقع پس از اینکه قربانیان این اعمال جنسی را انجام می‌دهند، مجرمان از آن به عنوان اهرم فشار استفاده می‌کنند؛ آنها را تهدید می‌کنند که اعمال جنسی بیشتری انجام دهند یا آنچه را که قبلاً از آنها دارند با خانواده و دوستانش در میان می‌گذارند.
آنها از سایت‌های آنلاین مانند اینستاگرام برای تبلیغ خدمات جنسی استفاده می‌کنند.

### تلفن تصویری
قاچاق جنسی سایبری در اسکایپ و سایر برنامه‌های ویدئو کنفرانس رخ می‌دهد. پدوفیل‌ها با استفاده از خدمات پخش زنده این برنامه‌ها سوء استفاده جنسی از کودکان را هدایت می‌کنند.

## فعالیت‌ها بر اساس منطقه

### استرالیا و اقیانوسیه
پلیس فدرال استرالیا (AFP) جنایات قاچاق سایبری را در داخل و منطقه آسیا و اقیانوسیه بررسی می‌کند.
در سال ۲۰۱۶، افسران سرویس پلیس کوئینزلند از گروه ضربت آرگوس یک حکم جستجو فدرال را در محل اقامت یک مرد استرالیایی ۵۸ ساله اجرا کردند. مرد استرالیایی به تعداد زیادی از اتهامات مجرمانه اعتراف کرد، از جمله اغوا کردن کودک برای رابطه جنسی و رابطه جنسی با کودک زیر ۱۶ سال خارج از استرالیا. این مرد با استفاده از اسکایپ، سوءاستفاده جنسی «از راه دور» را انجام داد و از دو کودک جوان در فیلیپین بهره‌برداری کرد و در عین حال پرداخت‌هایی به مادر آنها انجام داد. این سوءاستفاده از زمانی آغاز شد که کودکان تنها ۲ و ۷ سال داشتند و این تا حدود پنج سال ادامه یافت. در ماه مه ۲۰۱۹، طبق گفته پلیس فدرال استرالیا (AFP)، موارد زیادی مربوط به استرالیایی‌هایی که به اتهام پرداخت و سوءاستفاده جنسی از کودکان متهم شده بودند نیز کشف شد. در نوامبر ۲۰۱۹، استرالیا، هنگامی که AUSTRAC علیه بانک وستپک در رابطه با بیش از ۲۳ میلیون مورد مشکوک به نقض قانون مبارزه با پولشویی و تأمین مالی تروریسم 2006 (Cth) اقدام قانونی کرد، از طریق پخش زنده سوء استفاده جنسی از کودکان مطلع شد. از سال ۲۰۱۷، سازمان عدالت بین‌المللی (IJM) استرالیا در حال کار بر روی اصلاحات قانونی برای تقویت واکنش استرالیا به OSEC، که معمولاً به عنوان «قاچاق جنسی آنلاین کودکان» شناخته می‌شود، بوده‌است.
در ۱۶ ژوئن ۲۰۲۰، هر دو مجلس پارلمان استرالیا لایحه اصلاحی جرم‌شناسی (جرایم جنسی علیه کودکان و تدابیر حفاظت اجتماعی) ۲۰۱۹ را تصویب کردند که در تاریخ ۲۲ ژوئن ۲۰۲۰ موافقت سلطنتی را دریافت کرد جیکوب سارکودی، مدیر عامل IJM استرالیا، خاطرنشان کرد که این قانون جدید رشد سهم استرالیایی‌ها را در تقاضای «قاچاق جنسی آنلاین کودکان» به رسمیت می‌شناسد. بر اساس گزارش جهانی OSEC در سال ۲۰۲۰، استرالیایی‌ها سومین خریدار بزرگ قاچاق جنسی سایبری کودکان فیلیپینی هستند. بر اساس پیشنهاد ارائه شده توسط IJM، قانون جدید تصریح می‌کند که افرادی که به پخش زنده «قاچاق جنسی سایبری کودکان» مشغول می‌شوند، همان مجازات‌هایی را دریافت خواهند کرد که کسانی که «سوء استفاده جنسی از کودکان» را هدایت می‌کنند.

### آسیای شرقی
قاچاق جنسی سایبری، در مورد «کیس اتاق N» بین سال‌های ۲۰۱۸–۲۰۲۰ در کره جنوبی رخ داد. در مارس ۲۰۲۰، خبرگزاری‌های کره جنوبی جزئیاتی در مورد «کیس اتاق N» گزارش کردند: در برنامه‌های رمزنگاری مانند تلگرام و دیسکورد، "حداقل ۷۴ زن و ۱۶ نفر از کودکان عملیات "نمایش جنسی" را برای مخاطبان جهانی آنلاین که برای آن پول رمزارز می‌پرداختند، اجرا کردند". قربانیان توسط بینندگان تحت فشار قرار گرفته و شکنجه می‌شدند و از آنها به عنوان برده یاد می‌شد. دادگاه منطقه مرکزی سئول مغز متفکر یکی از بزرگ‌ترین شبکه‌های «قاچاق جنسی سایبری» این کشور، چو جو بین؛ را به ۴۰ سال زندان محکوم کرد. حداقل ۱۰۰۰۰ نفر از اتاق‌های گفتگو استفاده می‌کردند که برخی از آنها تا ۱۲۰۰ دلار (۱۰۰۰ پوند) برای دسترسی به این ویدیوها پرداخت می‌کردند. سندیکای جنایی چو ویدئوهایی را که از طریق باج‌گیری به دست آورده بود در چت روم‌های مخفی در اپلیکیشن تلگرام به فروش می‌رساند. این مورد به توسعه و دسترسی گسترده دوربین‌های جاسوسی (معمولاً به عنوان «مولکا» شناخته می‌شوند) در کره جنوبی مرتبط است.
زنان و دختران کره شمالی در «آشیانه‌های سکس سایبری» در چین مورد تجاوز جنسی واژینال و مقعدی، دستمالی و خودارضایی اجباری قرار گرفته‌اند.
در تجارت زنان کره شمالی، قاچاق سکس سایبری عنصری کوچک، اما به سرعت در حال رشد است. دختران ۹ ساله در «نمایش‌های جنسی» که به‌طور مستقیم و به شکل آنلاین برای مخاطبان پولی پخش می‌شود، مورد آزار و سوء استفاده جنسی قرار می‌گیرند که بسیاری از مخاطبان آنها مردان کره‌ای (کره‌جنوبی) هستند.
بر اساس طرح آینده کره ۲۰۱۹، تخمین زده می‌شود ۶۰ درصد از پناهندگان زن کره شمالی در چین برای صنعت سکس قاچاق می‌شوند، از این تعداد، حدود ۱۵ درصد به «آشیانه‌های سکس سایبری» فروخته می‌شوند تا توسط مخاطبان آنلاین جهانی مورد بهره‌برداری قرار گیرند. سرکوب چینی‌هایِ غیرقانونی در کره شمالی در ژوئیه ۲۰۱۷ و صنعت در حال توسعه سکس سایبری به گسترش سریع «آشیانه‌های سکس سایبری» دامن زده‌است.
قاچاق جنسی سایبری، به عنوان یک معامله بسیار سودآور در نظر گرفته می‌شود. بر اساس تحقیقات اولیه، تجربیات مددکاران و شهادت بازماندگان، ویدیوهای پخش زنده از سکس سایبری با حضور دختران کره شمالی در سنین ۹ تا ۱۴ سال می‌تواند به قیمت ۶۰ تا ۱۱۰ دلار باشد، در حالی که ویدیوهای حاوی دختران و زنان کره شمالی در سنین ۱۷ تا ۲۴ سال می‌تواند تا ۹۰ دلار هزینه داشته باشد. اعتقاد بر این است که مجرمان با استفاده از مواد مخدر و خشونت (جسمی و جنسی) قربانیان را تحت تأثیر قرار می‌دهند. در تحقیقی که از فوریه تا سپتامبر ۲۰۱۸ انجام شد، مشخص شد که وب‌سایت‌های کره جنوبی به ترویج سایبرسکس و پورنوگرافی کره شمالی می‌پرداختند، حتی درقالب تبلیغات «پاپ آپ». تقاضای بالای قربانیان سکس سایبری کره شمالی عمدتاً ناشی از مشارکت زیاد مردان کره جنوبی در جستجوی پورنوگرافی به زبان کره ای است. در کره جنوبی، در مقایسه با مجازات‌هایی که برای تولید و توزیع تصاویر سوء استفاده جنسی از کودکان اعمال می‌شود، مجازات کسانی که تصاویر پورنوگرافی کودکان را دارند بسیار کمتر از استانداردهای بین‌المللی است.

### اروپا
آژانس اتحادیه اروپا در حوزه همکاری قانونی (یوروپل) به بررسی و گسترش آگاهی دربارهٔ «سوء استفاده جنسی در پخش زنده» می‌پردازد. مرکز جرایم سایبری اروپا (EC3) یوروپل به ویژه برای مبارزه با جرایم سایبری مجهز شده‌است.
آژانس جرم‌شناسی ملی انگلستان (NCA) جرایم مرتبط با «قاچاق جنسی سایبری» در داخل و خارج از کشور را بررسی می‌کند.
اروپا دومین منبع بزرگ گزارش‌های سایبری مرتبط با «فریب آنلاین» به گزارش سایبرتیپ‌لاین است. بر اساس ارزیابی تهدید جهانی ۲۰۱۸ که در تاریخ ۱۹ ژانویه ۲۰۲۲ بایگانی شده‌است، بسیاری از مشتریان سوء استفاده آنلاین از کودکان (OSEC) به همراه کسانی که قاچاقچیان و قربانیان OSEC هستند در اروپا متمرکز هستند.
در سال ۲۰۱۹، اروپا ۱۴ درصد از کل سوء استفاده جنسی در سراسر جهان را به خود اختصاص داده‌است. کودکان معمولاً به منظور استثمار جنسی به اتحادیه اروپا قاچاق می‌شوند و بیشتر آنها کودکان دختر خارجی از نیجریه هستند. در اروپا، زنان و کودکانی که در صنعت سکس بهره‌برداری می‌شوند، به‌طور فزاینده‌ای در اینترنت تبلیغ می‌شوند و کودکان به عنوان بزرگسالان معرفی می‌شوند.
آزادی بزرگ اینترنت و هزینه‌های پایین میزبانی وب هلند را به یکی از کشورهای دارای بازار عمده برای سوء استفاده جنسی آنلاین تبدیل کرده‌است. در گزارش سالانه ۲۰۱۸، بنیاد دیده‌بان اینترنت (IWF) اعلام کرده‌است که حدود ۷۹ درصد (۸۲۸۰۳ از ۱۰۵۰۴۷) آدرس‌های اینترنتی مربوط به مواد سوء استفاده جنسی از کودکان در اروپا قرار دارند و اکثریت آن‌ها در هلند مستقر هستند. این مواد از کشورهای مختلف در جهان تولید می‌شود، اما همه آنها بر روی سرورهای کامپیوتری در هلند میزبانی می‌شوند. IWF گزارش داده‌است که بیش از ۱۰۵۰۴۷ آدرس اینترنتی به تصاویر غیرقانونی سوء استفاده جنسی از کودکان مرتبط بوده‌است که هلند میزبان ۴۷ درصد از محتوا است.

### آمریکای شمالی
دفتر تحقیقات فدرال (FBI) و تحقیقات امنیت داخلی (HSI)، بازوی تحقیقاتی وزارت امنیت داخلی ایالات متحده، عملیات مبارزه با «قاچاق جنسی سایبری» را انجام می‌دهند. اداره نظارت و مبارزه با قاچاق انسان (J/TIP) وزارت امور خارجه ایالات متحده با آژانس‌ها و سازمان‌های خارج از کشور برای نجات قربانیان قاچاق شده در رابطه با سکس سایبری همکاری می‌کند.

### جنوب شرقی آسیا
صندوق کودکان سازمان ملل متحد (یونیسف) فیلیپین را به عنوان مرکز جهانی «قاچاق جنسی سایبری» معرفی کرد. دفتر جرایم سایبری در وزارت دادگستری فیلیپین صدها هزار نکته از فیلم‌ها و تصاویر کودکان فیلیپینی را که مورد استثمار جنسی قرار گرفته‌اند در اینترنت دریافت می‌کند. پلیس ملی فیلیپین، همراه با مرکز حمایت از زنان و کودکان (WCPC)، مرکز جرایم اینترنتی علیه کودکان فیلیپین (PICACC), شورای بین سازمانی فیلیپین علیه قاچاق (IACAT، وزارت دادگستری (فیلیپین)، و وزارت رفاه اجتماعی و توسعه با «قاچاق جنسی سایبری» در کشور مبارزه می‌کنند رانچو نی کریستو (Rancho ni Cristo) در سیبو پناهگاهی است که به‌طور انحصاری به بازپروری کودکان در جریان پخش زنده سوءاستفاده جنسی قرار دارند، اختصاص داده شده‌است. به کودکان در این پناهگاه غذا، مراقبت‌های پزشکی، مشاوره، راهنمایی و آموزش مهارت‌های زندگی ارائه می‌شود.
کارگروه جرایم اینترنتی علیه کودکان پلیس سلطنتی تایلند (TICAC) با «قاچاق جنسی سایبری» در این کشور مبارزه می‌کند.

## مبارزه با جرم
مقاماتی که در پزشکی قانونی آنلاین، رمزنگاری و سایر زمینه‌ها مهارت دارند، از تجزیه و تحلیل داده‌ها و به اشتراک گذاری اطلاعات برای مبارزه با قاچاق جنسی سایبری استفاده می‌کنند. یادگیری عمیق، الگوریتم‌ها و سیستم تشخیص چهره نیز برای مبارزه با جرایم سایبری امیدوار کننده هستند. دکمه‌های علامت‌گذاری یا وحشت در برخی نرم‌افزارهای ویدئو کنفرانس خاص، کاربران را قادر می‌سازد تا افراد مشکوک یا اعمال آزار جنسی را در جریان مستقیم گزارش دهند. برخی اوقات تحقیقات به دلیل قوانین حریم خصوصی که مانع نظارت و دستگیری مجرمان می‌شوند، مختل می‌شوند.
سازمان پلیس جنایی بین‌المللی (ICPO-INTERPOL) شواهدی را از پخش زنده آزار جنسی و سایر جرایم جنسی جمع‌آوری می‌کند. گروه کاری جهانی مجازی (VGT) متشکل از سازمان‌های مجری قانون در سراسر جهان است که با جرایم سایبری مبارزه می‌کنند. صندوق کودکان سازمان ملل متحد (یونیسف) به پلیس برای شناسایی و رسیدگی به جرایم سایبری کمک مالی می‌کند.
شرکت‌های فناوری چند ملیتی مانند گوگل، مایکروسافت و فیس‌بوک با یکدیگر همکاری می‌کنند، ابزارهای دیجیتالی را توسعه می‌دهند و به مجریان قانون در مبارزه با آن کمک می‌کنند.
ائتلافی از شرکت‌های فناوری بزرگ از جمله فیس‌بوک، مایکروسافت، گوگل و توییتر به رهبری ثورن، سازمانی که از فناوری برای مبارزه با اکتشافات جنسی کودکان در سطح جهان استفاده می‌کند، ابزارهای بسیار پیشرفته تر را برای مجریان قانون در سراسر جهان توسعه می‌دهند تا در هر سطحی با این مسئله مبارزه کنند.

### آموزش
وزارت آموزش و پرورش مالزی آگاهی از «قاچاق جنسی سایبری» را در برنامه‌های درسی مدارس متوسطه معرفی کرد.
تحقیقات نشان می‌دهد که شکارچیان زیر ۱۸ سال از اجبار و تهدید برای پنهان کردن سوء استفاده جنسی، استفاده می‌کنند، اما شکارچیان بالغ از آزار روانی استفاده می‌کنند. شکارچیان بالغ از آزار روانی استفاده می‌کنند تا کودک را به این باور برسانند که در واقع به رابطه جنسی با آنها رضایت داده‌اند یا کودک مسئول آنچه برایشان اتفاق افتاده، است.
آموزش خطرات چت آنلاین به کودکان برای کاهش خطر تبدیل شدن به «قربانی جنسی سایبری» بسیار مهم است. با چت آنلاین، یک شکارچی ممکن است با تعقیب صفحه کودک یا انتظار دیدن آنچه که یک کودک ارسال می‌کند، اطلاعاتی دربارهٔ سرگرمی‌ها و اقلام مورد علاقه کودک به‌دست آورد. پس از اینکه یک شکارچی این اطلاعات شخصی را به دست می‌آورد، به صحبت کردن با این کودک می‌پردازد و به تظاهر به علاقه‌مندی به همان سرگرمی‌ها به عنوان یک کودک دیگر، پس از به دست آوردن اعتماد، آنها را به خود جذب می‌کند. این موضوع خطری را به همراه دارد زیرا که کودک واقعاً هرگز نمی‌داند که چه کسی در طرف دیگر صفحه است و ممکن است به قربانی یک شکارچی تبدیل شود.

## ارتباط با سایر جرایم جنسی

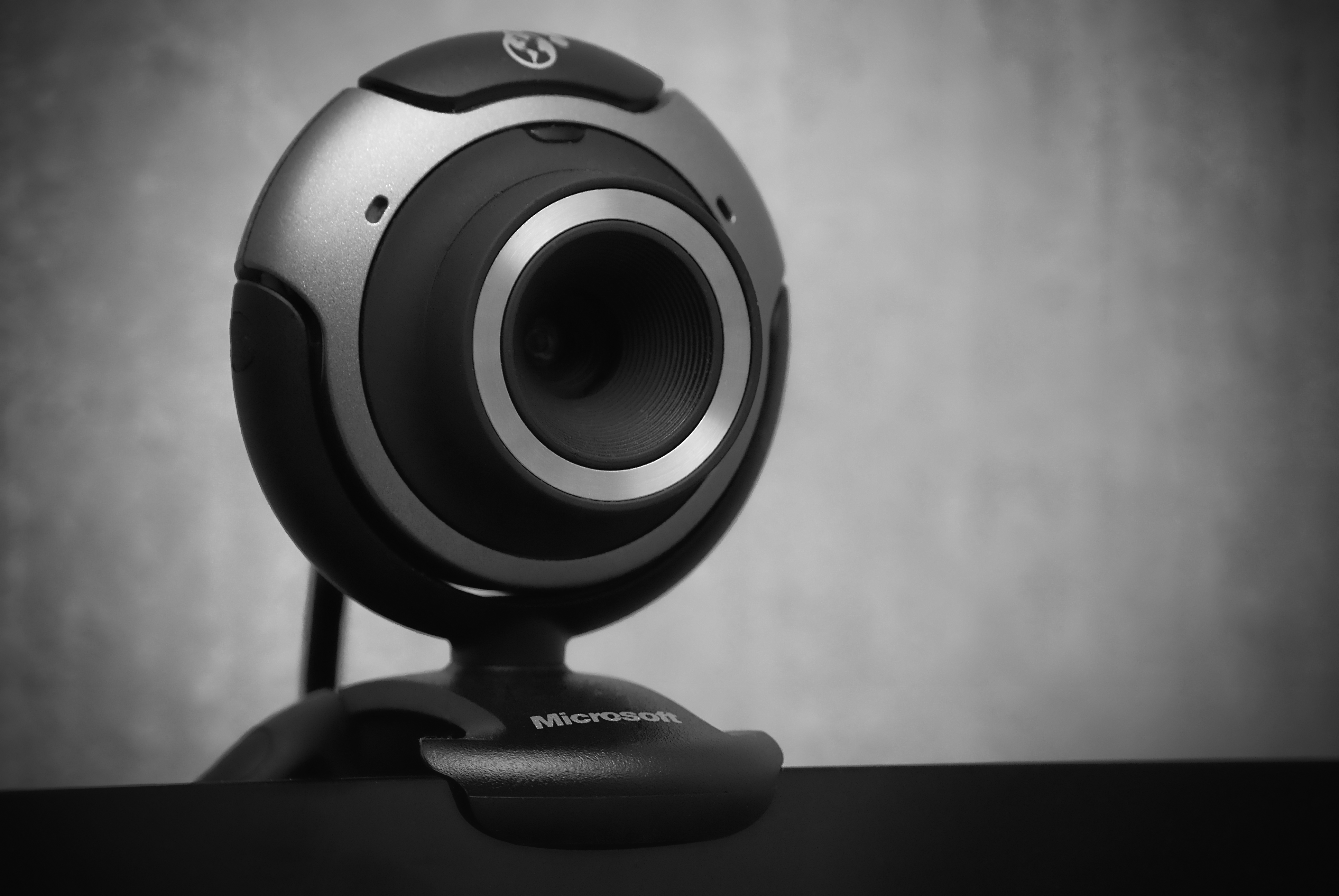
قاچاق جنسی سایبری با سایر جرایم جنسی متمایز است زیرا شامل قاچاق قربانی و سپس استفاده همزمان از نرم‌افزارهای پخش زنده و وب‌کم‌ها، از جمله آنهایی که روی گوشی‌های هوشمند و تبلت است، می‌شود.

قاچاق جنسی سایبری، دارای ویژگی‌های مشابه یا همپوشانی با سایر جرایم جنسی است. با این حال، به گفته وکیل جاشوا تی. کاربک، این «یک تحول منحصر به فرد در تاریخ خشونت جنسی» است و «از چندین جنبه با مفاهیم سنتی پورنوگرافی آنلاین کودکان و قاچاق انسان متمایز است». ویژگی اصلی این است که قربانیان قاچاق می‌شوند یا منتقل می‌شوند و سپس در نمایش‌های جنسی زنده با به‌کارگیری وب‌کم، مورد سوءاستفاده یا تجاوز قرار می‌گیرند. دفتر مبارزه با مواد مخدر و جرم سازمان ملل متحد، جرایم سایبری مربوط به قربانیان قاچاق در نمایش‌های جنسی با وب‌کم را به عنوان یک مشکل نوظهور شناسایی کرد. نمایش‌های پخش زنده غیرقانونی در «آشیانه‌های سکس سایبری» که اتاق‌هایی مجهز به وب‌کم هستند، انجام می‌شود. این جنایت سایبری گاهی به‌طور غیررسمی «تجاوز جنسی با وب‌کم» نامیده می‌شود.

## سازمان‌های غیردولتی
سازمان مأموریت عدالت بین‌المللی یکی از برترین سازمان‌های غیرانتفاعی جهان است که فعالیت‌های مبارزه با قاچاق جنسی سایبری را انجام می‌دهد. انجمن پایان دادن به تن‌فروشی کودکان، فیلم‌های پورنوگرافی کودکان و قاچاق کودکان به منظور مقاصد جنسی (ECPAT)و مرکز توسعه یکپارچه صلح و سلامتی خلق یک سازمان غیرانتفاعی در فیلیپین، از عملیات قانونی علیه قاچاق جنسی سایبری حمایت می‌کنند.
مرکز ملی کودکان مفقود و مورد سوء استفاده قرار گرفته در ایالات متحده به مقامات در موارد قاچاق جنسی سایبری کمک می‌کند. این مرکز گزارش‌های CyberTipline را به سازمان‌های مجری قانون ارائه می‌دهد.
تِرِه دِس هومِس، یک سازمان غیرانتفاعی بین‌المللی است که با پخش زنده آزار جنسی کودکان مبارزه می‌کند.
دِ کُریا فیوچر اِنِشِتِو، یک سازمان مستقر در لندن است که شواهد و نقض حقوق بشر، از جمله قاچاق جنسی سایبری زنان و دختران کره شمالی در چین را منتشر می‌کند.

## برای مطالعهٔ بیشتر
- Brown, Rick; Napier, Sarah; Smith, Russell G. (February 2, 2020). Australians who view live streaming of child sexual abuse: An analysis of financial transactions. Australian Institute of Criminology. ISBN 9781925304336.
- Bryce, Jo (November 3, 2009). "Chapter 16: Online sexual exploitation of children and young people".  In Jewkes, Yvonne; Yar, Majid (eds.). Handbook of Internet Crime. Routledge. pp. 320–342. ISBN 978-1843925248.
- Carback, Joshua T. (2018). "Cybersex Trafficking: Toward a More Effective Prosecutorial Response". Criminal Law Bulletin. 54 (1): 64–183. Abstract.
- Chibba, Michael (April 2014). "Contemporary issues on human trafficking, migration and exploitation". Migration and Development. 3 (2): 163–173. doi:10.1080/21632324.2014.885286. S2CID 153982821. Abstract.
- Dushi, Desara (October 10, 2019). "Chapter 12: Combating the Live-Streaming of Child Sexual Abuse and Sexual Exploitation: A Need for New Legislation".  In Hunsinger, Jeremy; Allen, Matthew M.; Klastrup, Lisbeth (eds.). Second International Handbook of Internet Research. Springer. pp. 201–223. ISBN 978-9402415537.
- Greiman, Virginia & Bain, Christina (2013). "The Emergence of Cyber Activity as a Gateway to Human Trafficking". Journal of Information Warfare. 12 (2): 41–49. Abstract.
- Humphreys, Krystal; Le Clair, Brian & Hicks, Janet (2019). "Intersections between Pornography and Human Trafficking: Training Ideas and Implications". Journal of Counselor Practice. 10 (1): 19–39.
- Reed, T.V. (June 6, 2014). Digitized Lives: Culture, Power, and Social Change in the Internet Era. Routledge. ISBN 978-0415819312.
- "Study on the Effects of New Information Technologies on the Abuse and Exploitation of Children" (PDF). United Nations Office on Drugs and Crime. 2015.
- Quayle, Ethel; Ribisl, Kurt M. (March 1, 2013). Understanding and preventing online sexual exploitation of children. Routledge. ISBN 978-0415689410.